# شارلوته تايلور
شارلوته تايلور (بالإنجليزية: Charlotte Taylor)‏ هي منافسة ألعاب القوى بريطانية، ولدت في 17 يناير 1994.

## وصلات خارجية
- شارلوته تايلور على موقع الاتحاد الدولي لألعاب القوى (الإنجليزية)
- شارلوته تايلور على موقع TFRRS.org (الإنجليزية)